# Autostrada M3 (Irlandia Północna)
Autostrada M3 (ang. M3 motorway) – autostrada w całości znajdująca się w Belfaście, stolicy Irlandii Północnej. Łączy autostradę M2 na północy miasta z drogą krajową A2 na wschodzie. M3 jest najkrótszą z północnoirlandzkich autostrad oraz najbardziej obciążoną ruchem pojazdów – w 2005 roku dzienne natężenie wynosiło 60 000 samochodów. Na trasie występuje stałe ograniczenie prędkości do 80 km/h (50 mph).